# Álvaro Meseguer
Álvaro Meseguer Fallado (Alcañiz, Teruel, Aragón, España, 24 de julio de 1992), conocido deportivamente como Meseguer, es un futbolista español que juega como defensa central, actualmente compite en el Utebo Futbol Club de la Primera Federación

## Trayectoria
Formado en las categorías inferiores del Real Zaragoza, realizó la pretemporada en verano de 2014 con el equipo blanquillo debido a la falta de jugadores en el primer equipo, durante la que disputa varios encuentros amistosos. Debutó el 14 de marzo de 2015 en el encuentro liguero contra el C. D. Lugo en La Romareda, que finalizaría con empate a cero. Saldría al campo en el minuto ochenta y nueve, sustituyendo a Diego Rico en el lateral izquierdo, sumándose al ataque en los últimos envites del encuentro.

## Clubes
| Club              | País   | Año       |
| ----------------- | ------ | --------- |
| Real Zaragoza "B" | España | 2011-2015 |
| C. D. Tudelano    | España | 2015-2021 |
| C. D. Ebro        | España | 2021-     |